# 郭嘉镇
郭嘉镇，是中华人民共和国甘肃省天水市秦安县下辖的一个乡镇级行政单位。位于秦安县西北部。以郭嘉河得名。

## 历史沿革
明时为崇政里。清道光十八年（1838年）为郭嘉镇，下辖38村。民国34年（1945年）时属第三区，郭嘉镇下辖13保，144甲。

## 旅游
下属马峡村有马峡关遗址。

## 行政区划
郭嘉镇下辖以下地区：
郭嘉村、下山村、洛泉村、耀子村、刘沟村、暖泉村、邵咀村、瓦坪村、寺咀村、胥堡村、勿垛村、元川村、槐庙村、员王村、马峡村、宋沟村、槐川村、邵堡村、高崖村、车坪村、西山村、上川村、朱湾村、邵沟村、张河村、吊湾村、刘湾村、陈沟村、把龙村、月阳村、硬洼村、段坡村、胡河村、背后沟村和孙坡村。